# 相川亮二
相川 亮二（あいかわ りょうじ、1976年7月11日 - ）は、千葉県市川市出身の元プロ野球選手（捕手）、プロ野球コーチ、野球解説者、野球評論家。現在は横浜DeNAベイスターズの一軍ディフェンスチーフコーチ兼野手コーチを務める。
弟はファッションモデルで俳優の寿里。

## 経歴

### プロ入り前
兄の影響で5歳で地元の軟式野球チームで野球を始め、小学2年生の時に市川リトルリーグに入る。このときのチームメイトにはG.G.佐藤がいた。水泳やサッカーにも打ち込み、父がずっとバスケットボールをやっていたこともあり、野球だけでなく様々なスポーツに取り組む。水泳ではジュニアオリンピックの候補生にも選ばれていた。中学校までは投手と外野手、東京学館高等学校に入学後は外野手だったが、高2の終わりに外野守備を見ていた社会人チームの監督からの薦めで強肩を生かすために捕手へ転向。1学年下には後にプロでもチームメイトとなる石井弘寿がおり、バッテリーも組んでいた。2年夏は千葉県大会ベスト4。足も速く、3年生の春からは「1番・捕手」として活躍。夏の千葉県大会はベスト8で敗退。捕手経験は4か月程だったが、地肩の強さとバッティングセンスを買われ、1994年度ドラフト会議で横浜ベイスターズから5位指名を受け入団。背番号は59。担当スカウトは松岡功祐。

### 横浜時代

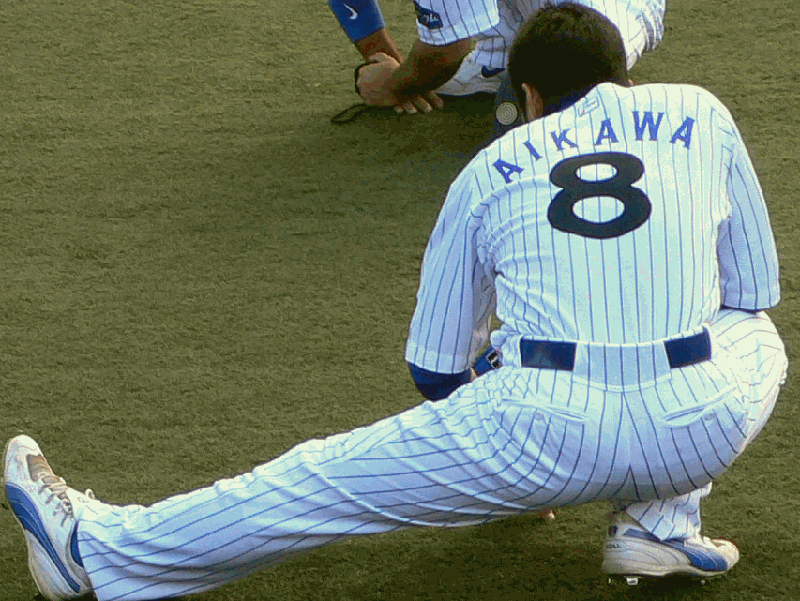
2007年9月26日（横浜スタジアム）背番号8

入団後しばらくは二軍の全体練習にも帯同することはなく、同期入団の多村仁志や加藤謙如と共に基礎練習に打ち込む日々が続く。捕手としての経験が浅いままプロ入りしたため、辻恭彦、小山昭晴、銚子利夫ら3人の育成担当コーチが相川に付きっきりとなり、捕手に必要な作法や技術を一から学んだ。2年目の1996年、教育リーグで首位打者となり打撃が開花。シーズンに入ってからも二軍で安定した成績を残すが、捕手の人数が多かったチーム事情からポジション争いが激しく、出場機会を得るために外野を守ることもあった。
一軍公式戦の初出場は入団5年目、1999年8月21日のヤクルトスワローズ戦。9月3日の阪神戦で初安打を放つ。
翌2000年は当時の正捕手、谷繁元信が戦線離脱したのをきっかけに、14試合続けてスタメン出場。当時の権藤博監督から「打者を抑えるためにとにかく考えろ」「どんどん攻め続けろ」とたたきこまれると強気のリードで10勝4敗とチームを引っ張り、8月25日の読売ジャイアンツ戦では桑田真澄からサヨナラ安打を打つなど、徐々に頭角を現す。
森祇晶監督1年目の2001年も谷繁の控えながら、右の代打の切り札として勝負強さを発揮する。5月3日のヤクルト戦で高校の後輩である石井弘寿からプロ初本塁打を放つ。オフに一度背番号25番への変更が決定し発表されたが、「変更するなら一ケタ」という相川本人の強い希望から25のユニフォームを着ることなく59に戻った。
2002年は谷繁の移籍により初の開幕スタメンを果たすなど正捕手候補と期待されたが、度重なる故障で離脱を繰り返し、谷繁と入れ替わる形で加入した中村武志がレギュラーに就いた。キャッチャーとしても自信を失いドン底に落ちた年だと後に当時を語っている。
2003年は中嶋聡の加入があり、開幕からしばらく中嶋と中村の併用が続き出場機会を逃していたが、盗塁阻止率.457を記録するなど存在感を見せ徐々に台頭し、シーズン後半はスタメンマスクを任されるようになった。この年からバッテリーコーチに就任した福田功の基礎からの徹底的な指導により自信を取り戻し、技術を身につけリードに成長をもたらした。
2004年からは背番号を前正捕手の谷繁もつけていた8に変更。ホーム開幕カードとなる阪神戦では4月6日に2ランを放ち、7日は4安打7打点、8日には決勝打となる2打点を挙げ、相川の活躍で前年チームが苦手とした阪神相手に3連勝する。アテネ五輪から帰国した後は打撃が好調で、9月23日の巨人戦で3点ビハインドの9回に木佐貫洋から劇的なサヨナラ打を記録した。オリンピック出場で1か月チームから離れていたが、初めて100試合以上（102試合）に出場し、正捕手の座を掴む。
2005年は自己最多の144試合出場を果たす。ヤクルトと3位を争っていた9月19日には巨人戦で2年連続となるサヨナラ適時打を決めて勝利し、チームの4年ぶりのAクラス入りにも貢献した。前年まで投壊状態だった投手力も安定しチーム防御率もリーグ2位となるなど投手陣を引っ張りチームにとって欠かせない存在となった。
2006年はワールド・ベースボール・クラシックの代表メンバーに選ばれ優勝を経験するが、ペナントレースではチームは故障者が続出し低迷。相川も夏場の故障が影響し、119試合の出場で規定打席に僅か到達しなかった。この年から2008年まで横浜の選手会長を3年間務め、チームをまとめる立場となった。
2007年は開幕から器用な打撃力で、高打率を保つ。プロ13年目にしてオールスターゲームに初出場。シーズン終盤、規定打席に到達させるために2番スタメンで出場したこともあり、初めて打率3割台を記録した。右肩の故障もあり盗塁阻止率は.250と低迷したが、攻守ともチームにも他球団にも強い存在感を見せた。北京オリンピックの代表候補選出では肩の故障が考慮され、星野仙一監督も相川の招集を見送るつもりだったが、手術を先送りして代表入りを熱望し、ギリギリまで代表の合同自主トレに参加していた。シーズン終了後、痛めていた右肩関節唇の手術を行った。契約更改で球団の提示額に不満を持っていたが、同時期に開催したクリスマスパーティーに予想を遥かに上回る女性ファンが集まり、その人気により存在感を再確認した球団幹部が考えを変え推定年俸1億円（推定）の大台に乗せ、「イケメン査定」として話題となった。
2008年は手術明けや故障で試合を欠場することも多く、チーム成績の低迷もあり、若手捕手に出場機会を譲ることもあった。持病の腰痛の再発もあって101試合の出場で規定打席には届かず打率.255にとどまった。この年、海外FA権を取得し、球団は相川に対し複数年契約も用意し慰留したが、「何もせずに悔いを残すことはしたくなかった」と権利を行使しアラン・ニーロを代理人としてメジャー挑戦を目指した。横浜は国内の他球団との交渉を断念した上での残留は認める方針だったが、メジャー交渉の末の残留を認めなかったため相川の退団が決定的となった。

### ヤクルト時代

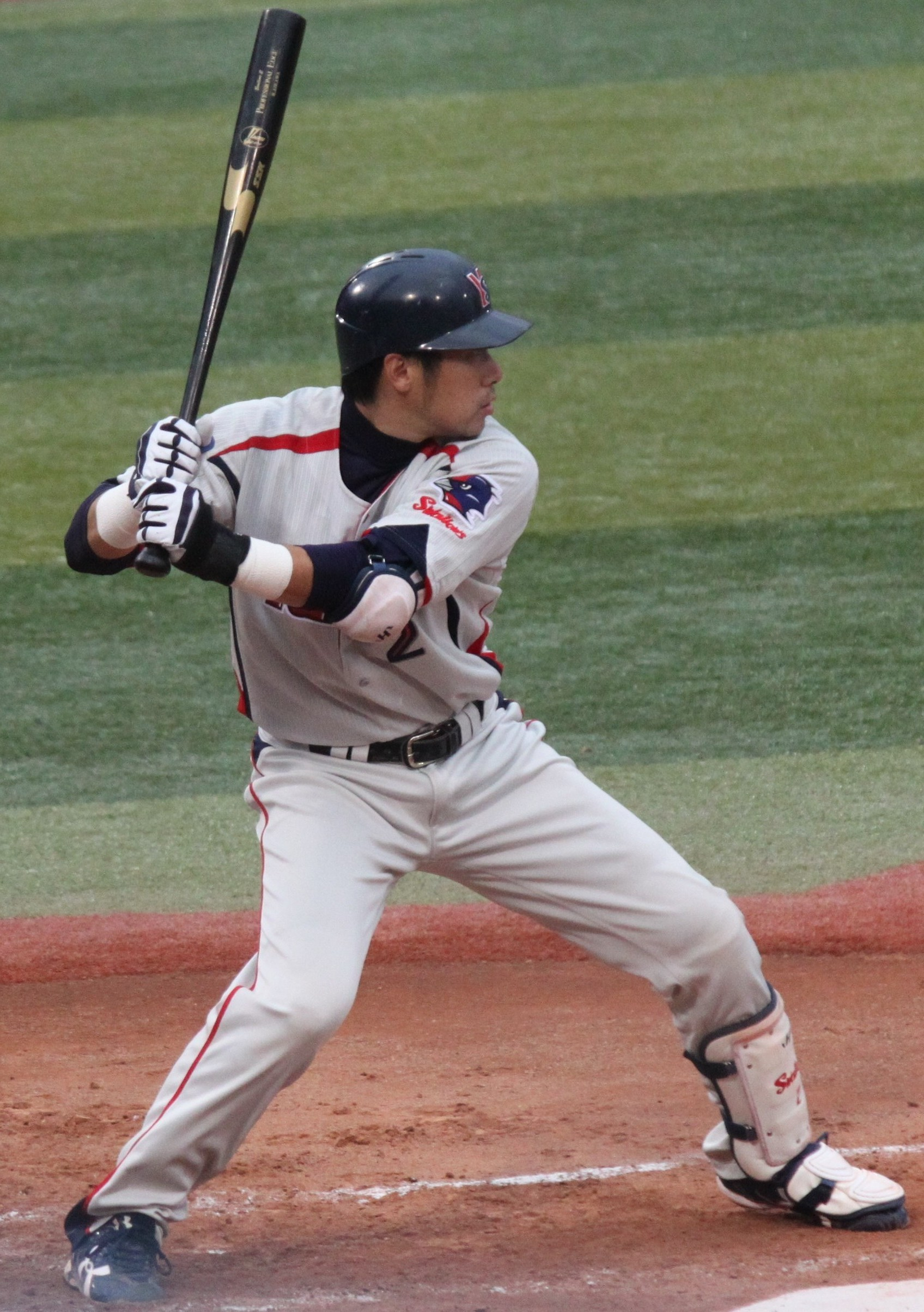
（2011年10月15日、横浜スタジアム）

MLBの複数球団と交渉するも契約がまとまらず、2009年1月16日、唯一オファーしていた東京ヤクルトスワローズへの入団が内定。これはヤクルト球団史上初のFA補強となり、FA補償は金銭補償となった。
相川が入団した際に、球団と古田敦也が推薦する選手が出るまで欠番となっていた背番号27を提示されたが、本人が辞退し背番号は2となった。なお、2は捕手の守備番号でもあるが、ヤクルトでは前身の国鉄・サンケイ時代からもっぱら内野手（武上四郎、杉村繁など）および外野手（チャーリー・マニエル、飯田哲也など）が着用していたため、捕手の着用は初めてだった。

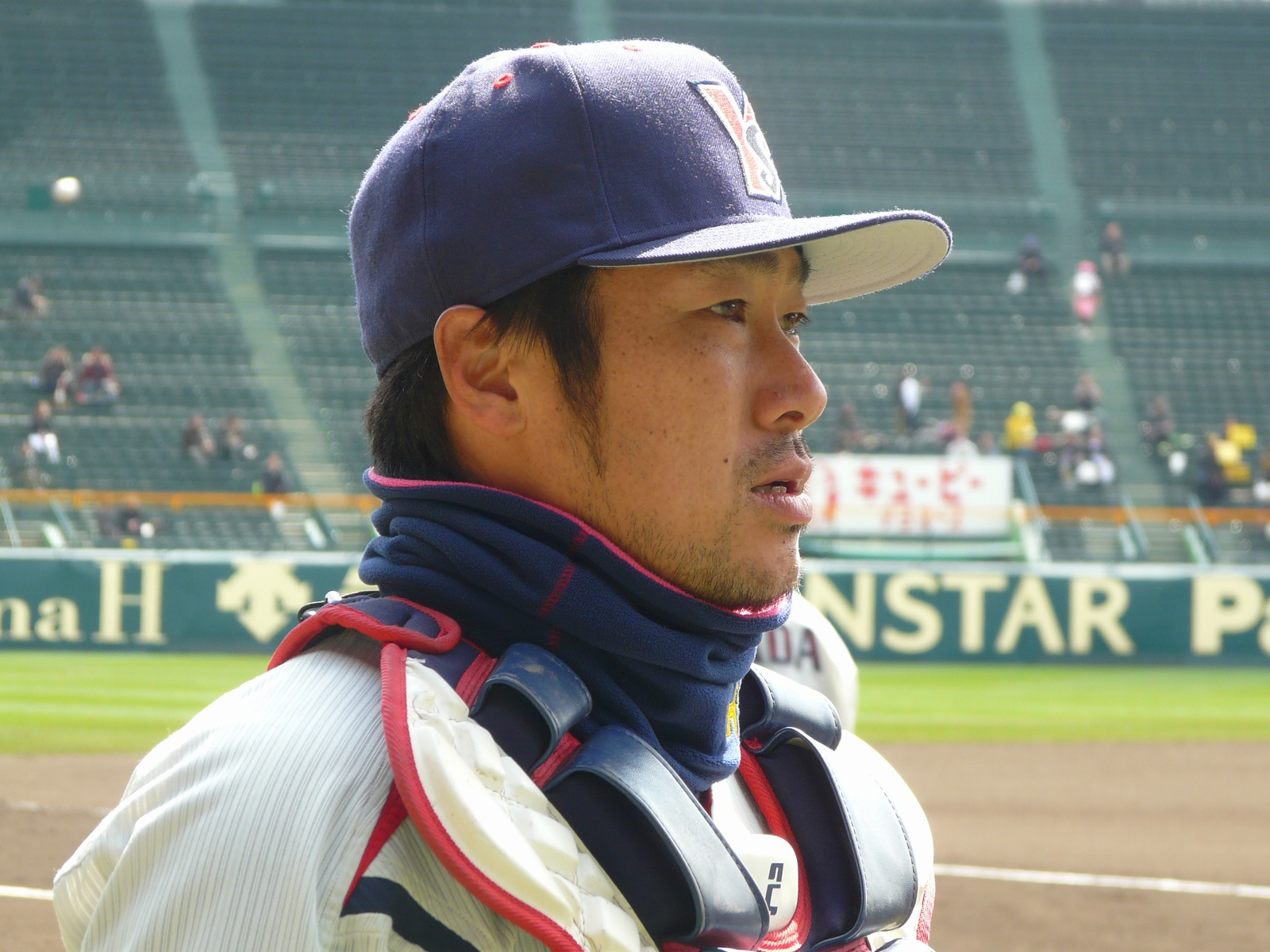
2012年3月13日（阪神甲子園球場）

2009年は開幕からスタメンマスクを被り、女房役としてチームの好調を支え、オールスターゲームにも選出された。この年、チームは初のクライマックスシリーズ進出を果たし、自身も2年ぶりに規定打席に到達した。前年まで肩の故障や手術の影響もあり思うようなスローイングが出来なかったが、この年はセ・リーグトップの.400の盗塁阻止率を記録した。9月28日に左脇腹肉離れで登録抹消され、クライマックスシリーズにはケガをおして出場するもチームは敗戦した。しかし古田が退いて以降、低迷していたヤクルトだけに、相川加入により前年までの「投手対打者」の構図が「バッテリー対打者」になったと球団からも高く評価された。
2010年は引き続き正捕手を任される。開幕当初は打撃不振だったものの徐々に打撃の調子が上向き、打率2割台から5月には3割台にまで戻し、打順も上がって主に6番を打ち下位打線を支えた。最終的には打率.293に加え、6月4日の埼玉西武ライオンズ戦から6日のロッテ戦にかけて、自身初の3試合連続本塁打を放ち、自己最多となる11本塁打65打点を記録した。また、チーム防御率もリーグ2位とリードでも貢献し、攻守に充実したシーズンとなった。
2011年は開幕から打順は5番を任されるが打率が上がらずシーズン途中から下位打線に回った。7月13日の中日との首位攻防戦では延長10回に岩瀬仁紀からサヨナラ打を放つなど好調なチームを引っ張り続けたが、8月26日の阪神戦でワンバウンドしたボールを右手に当てて親指の剥離骨折と亀裂骨折と診断される。1度は出場を見合わせるが、代わりにマスクを被っていた2番手捕手の川本良平も試合中に靱帯を断裂し離脱。チームは主力の故障者が続出するも、優勝争いしていたこともあり、骨折をしたまま最終戦、クライマックスシリーズまで強行出場した。また、同年10月25日のレギュラーシーズン最終戦の対広島24回戦（神宮球場）での7回表には、同年限りで現役を引退する高校の後輩である石井弘寿が登板、2004年のアテネオリンピック以来かつ最初で最後となったプロ公式戦でのバッテリーを組んだ。先頭打者の松本高明から3球三振を奪い、石井の引退試合に華を添えている。
2012年はチームのキャプテンに就任。ヤクルトでキャプテンを務めるのは古田敦也、宮本慎也に続き3人目。4月12日のDeNA戦で守備の際に相手打者のファウルチップを足に受け右足親指の末節骨骨折と診断され、開幕早々と離脱する。骨折から回復し一軍に戻ったものの、今度は8月16日の広島東洋カープ戦でワンバウンド投球を止めに行ったときに胸に当て左第2肋軟骨を骨折。シーズン2度目の離脱となった。ヤクルト移籍後、規定打席に初めて到達できず72試合の出場に留まった。
2013年は、4月6日の対DeNA戦で本塁クロスプレイの際に左肩鎖関節の亜脱臼を負い、この年も開幕早々離脱する。全治2か月の診断だったが5月25日より復帰し、6月5日の東北楽天ゴールデンイーグルス戦では6回に青山浩二から2点本塁打を放ち、史上27人目の全球団から本塁打を達成した。通算58本塁打での達成は糸井嘉男に並び当時史上最少通算本塁打数だった（現在は大引啓次の通算32本塁打での達成が最少）。9月14日の阪神戦では、6回に本塁クロスプレイで阪神・マット・マートンのタックルを受け激高。乱闘騒ぎとなり、両者共に暴力行為で退場処分となり、厳重注意と制裁金15万円が科され、マートンは1試合出場停止となった。この乱闘事件の前の5月にも、チームメイトの田中雅彦がマートンのタックルを受けて鎖骨を骨折しており、他のキャッチャーもやられていたことから相川は田中に「次やったら、俺がやり返してやるから」と約束していた（もっとも、相川自身も2002年に本塁上のタックルで矢野輝弘に全治2週間の左肩鎖関節脱臼を負わせたことがある）。その後、本塁上のタックルを禁止するコリジョン・ルールがMLBでは2014年から、NPBでは2016年から導入された。この年は打率.278、6本塁打と前年よりも成績を上げたが、出場試合数は前年より少ない66試合に終わる。
2014年は若手の中村悠平が起用されたこともあり、前年よりも少ない58試合の出場にとどまった。シーズン終了後にフリーエージェントを宣言（年俸ランクB）。ヤクルトの衣笠球団社長は「将来的に指導者の立場と思っていた」と残留を要請したが、第一線でプレーしたいという気持ちが勝り、出場機会を求め、球団に巨人に移籍する意思を伝えた。

### 巨人時代

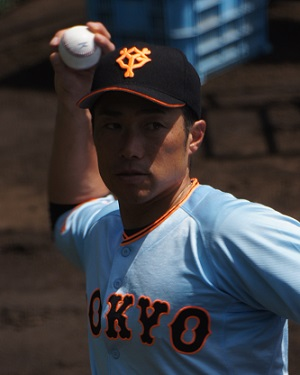
巨人での現役時代
（2015年3月1日）

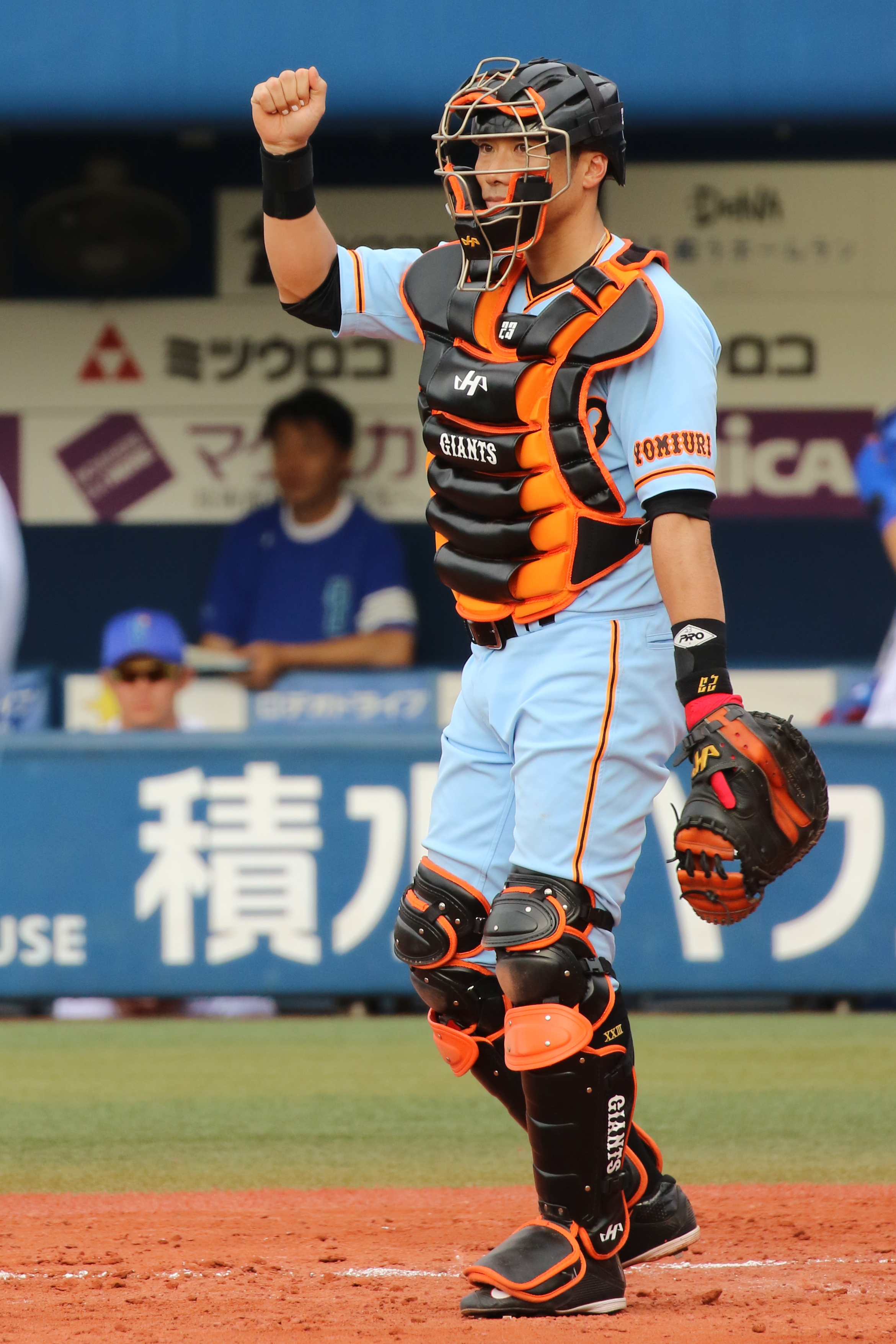
2016年6月25日、横浜スタジアムにて

それまで正捕手だった阿部慎之助の一塁手転向を予定する読売ジャイアンツ（巨人）へのFA移籍がまとまり、2014年12月8日に横浜時代のチームメイトで同じくDeNAからFA移籍を表明していた金城龍彦とともに入団会見を行った。背番号は本人の希望により2012年に亡くなった母の誕生日から23をつけた。2度目のFA移籍は工藤公康、小笠原道大に続いて史上3人目だが、捕手では史上初となった。この人的補償として奥村展征内野手が巨人からヤクルトへ移籍。
2015年3月29日のDeNA戦（東京ドーム）で移籍後初スタメンを果たすと、ルーキーの高木勇人を好リードし、プロ初勝利をアシストした。しかし4月2日の中日戦（ナゴヤドーム）で走塁の際に右太ももの肉離れで登録抹消された。自身の離脱の間に阿部が捕手に復帰した。5月20日の阪神戦で一軍復帰を果たすと、その後阿部は一塁手に再転向した。自身は復帰後は打撃も好調で前半戦は規定打席不足ながら打率.304を記録した。しかし、7月28日のDeNA戦で左手首を骨折してしまい登録を抹消された。この故障が響き40試合の出場に留まるも、規定打席不足ながら打率.313と高いアベレージを残した。この年のオフに監督となった高橋由伸の引退により、チーム最年長となった。
2016年は3年目の小林誠司がレギュラーとしてマスクを被ったため代打での登場が多かったが、打撃成績は前年を下回り37試合の出場に終わった。
2017年7月30日のDeNA戦（東京ドーム）で8回に高木勇人の代打から途中出場し、1点ビハインドの9回二死一塁・三塁で山﨑康晃の初球を左中間に弾き返し、自身にとっては6度目で移籍後初のサヨナラ打となる逆転サヨナラ2点適時二塁打を放った。41歳でのサヨナラ安打は巨人の球団史上最年長記録でセ・リーグ捕手の最年長記録でもあった。
10月3日、記者会見を行い現役引退を表明。球団からはあと1年契約をしてほしいと言われていたが、若手捕手の成長により、自分の仕事をする場所がなくなったことと気持ちと体が追いつかなくなったことを理由に引退を決意。コーチの打診が巨人側からあったが、人の人生を預かるにはしっかり勉強してからコーチになりたいとの理由で辞退した。同日行われた古巣ヤクルトとの最終戦では9回表に代打で出場し、最終打席は内野安打。高橋由伸監督からは事前に何度もマスクを被るように言われたが、最後に一軍の舞台に立たせてもらえただけで十分とし、代打で現役を終えた。試合後、共にプレーした巨人とヤクルトの選手に8回胴上げされ、神宮球場が両軍ファンの「相川コール」に包まれた。23年の現役生活に幕を閉じ、1994年ドラフト指名のプロ野球選手の中では最後の現役引退となった。

### 日本代表
2004年シーズン中にアテネオリンピック野球日本代表に選出され銅メダルを獲得。捕手は城島健司と2人しかおらずブルペン捕手も選手が兼任しなくてはならなかったため、裏方にも徹し、城島が自身のキャッチャーミットに投手陣からのメッセージとサインを募って相川に贈呈した。相川はそのミットが宝物と公言している。

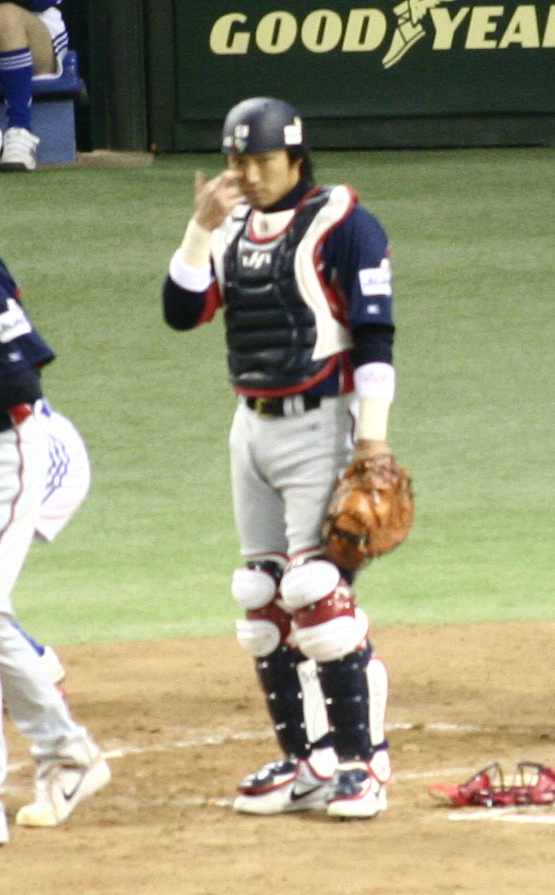
第1回WBC（2006年）

2006年開幕前の3月に開催された第1回ワールド・ベースボール・クラシック（WBC）の日本代表に選出された。
2012年オフの12月4日に第3回WBCの日本代表候補選手34人が発表され候補入りした。
2013年2月20日に第3回WBC日本代表選手28人が発表され代表入りし、2大会ぶり2度目の選出となった。壮行試合のオーストラリア戦では逆転3ランとなる決勝本塁打を放ったこともあって、初戦のブラジル戦では、負傷した阿部慎之助に代わってスタメン出場した。

### 引退後
2018年はサンケイスポーツの野球評論家に就任。指導者になるためにメンタルトレーナーの資格を取得した後、10月22日、2019年から巨人の一軍バッテリーコーチを務めることが発表された。背番号は79。
2021年は、5月24日に三軍バッテリーコーチに配置転換され、7月19日からは再び一軍バッテリーコーチを務めた。その後、同年限りで退団した。巨人での3年間では守備面で課題を抱えていた大城卓三を鍛え上げ正捕手に押し上げた。
同年11月19日、2022年より古巣である横浜DeNAベイスターズの一軍バッテリーコーチを務めることが発表された。背番号は80。
2023年はチームの作戦面での役割も加わり、ヘッド格となる一軍チーフ作戦兼バッテリーコーチを務めた。
2024年は一軍ディフェンスチーフ兼バッテリーコーチとなり、同年からは新たに一軍オフェンスチーフコーチに就任した靍岡賢二郎と共にヘッド格を務める。
2025年からはバッテリーコーチの肩書が取れ、一軍ディフェンスチーフ兼野手コーチに肩書が変更となった。

## 選手としての特徴

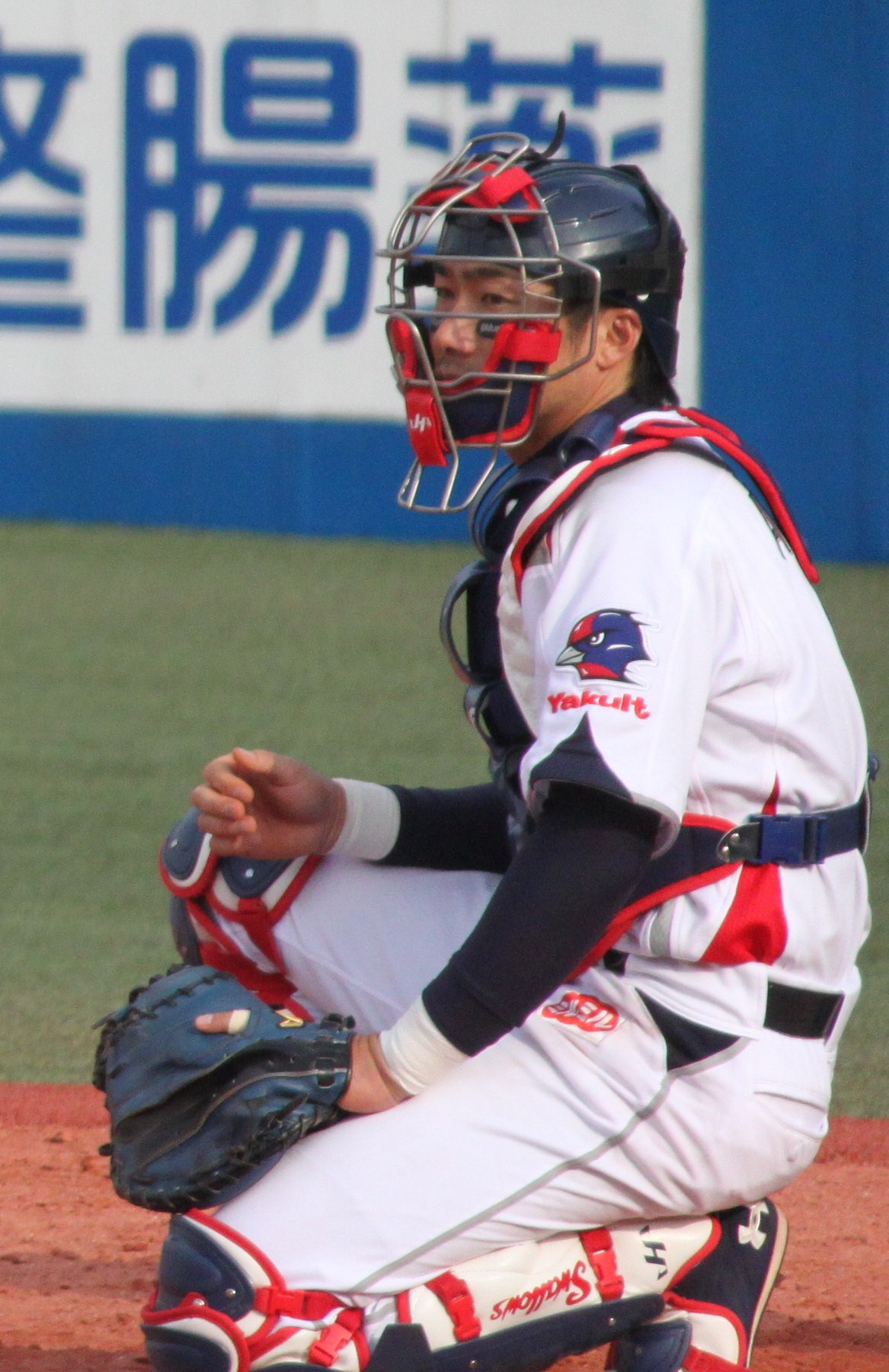
2010年4月3日（明治神宮野球場）

### 守備
攻守ともに総合力が高く、横浜時代にバッテリーを組んできた三浦大輔からは「当たり前のことがすべて当たり前にできる捕手」と評されていた。横浜時代の監督だった大矢明彦からは「粘り強い考え方をする捕手」と言われ、大矢から学んだ「状況判断から全てを考えろ」という教えのもと洞察力を磨き、ヤクルトでバッテリーを組んだ館山昌平からは「配球やバッターに対する洞察力が凄い」と評された。第1回のWBCで監督を務めた王貞治からは「投手に対して目配り、気配りの出来る女房役」と評され、そのことが後に巨人が相川獲得に動いたきっかけとなった。
特別な鉄砲肩というわけではないがスローイングが安定しており、握り替えはボールをミットで握らず芯で捕らえ、速い球を投げることよりもリリースの早さとコントロールを重視しているという。サイド気味の低いリリースポイントから、野手が送球を受けて走者にタッチしやすいようにシュート回転のボールを投げる。二塁送球の到達時間は、速い時で1.7秒台を記録していた。レギュラー定着前は盗塁阻止率が低かったが、その原因は小学生の頃にサッカーをやっていて利き足が右だったことにあり、極端に重心が左に乗っていることを当時の福田功バッテリーコーチに指摘され、利き足を左に変える矯正を続け改善した。また、小中高と外野手で遠投の練習を続けてきたことが、捕手になってから送球、肩の強さに生きていると語る。ブロッキングでは難しい球を逸らさない技術に優れ、ミットは面で使っていた。

### 打撃
センター返しを意識した基本に忠実な打撃スタイルで、捕手らしく配球を読んだ狙い打ちに挑む傾向がある。得点圏での勝負強いバッティングも特徴。横浜時代から逆方向を意識した打撃を得意としていたが、ヤクルトへ移籍してからはコースによって広角に打球を打ち分ける打撃も増えていった。速球に強く、内角の球にも強い。若手の頃から打撃の評価が高く、2007年に記録した打率.302は横浜の球団歴代捕手の中では最高打率（規定打席以上）で、横浜在籍時の通算打率.259も歴代の正捕手の中ではトップの成績である。一軍公式戦に出場した19年間で打率は、横浜では.259、ヤクルトでは.261、巨人では.260と、若手時代からベテランになるまで安定した数字をキープし続けた。

## 人物
横浜時代は選手会長、移籍先のヤクルトでもキャプテンを務めるなど責任感が強く、チームメイトからも信頼が厚かった。一方で若手時代は一人で責任を背負いすぎるあまりストレスで体調を崩すこともあった。若手選手が多かったヤクルトではチームの精神的支柱にもなりコーチからは「練習から手を抜かないあの姿勢を若手は見習ってほしい」言われていた。晩年出場機会が減ってからも登板の投手をベンチでフォローしたり、後輩捕手にアドバイスを送ったりと、試合以外でもチームメイトを支えていた。
外国人選手とは積極的に英語でコミュニケーションを取り、横浜時代バッテリーを組んでいたマーク・クルーンとは、相川が英語で喋るとクルーンが日本語で返すという変わったコミュニケーションをとっていた。ヤクルト時代は宮本慎也とともに性格的にムラのあった主砲ウラディミール・バレンティンの教育係となり、時に厳しく叱ることもあったが兄のように慕われていた。
ハタケヤマ製品のやや大きめのキャッチャーミットを使用し、プロテクター、レガースなどのキャッチャー防具は2005年まではザナックス、2006年から引退するまでは全てハタケヤマ製品を使用しアドバイザリー契約を結んでいた。ハタケヤマのプロテクターに使われているビブソーブ（ワンバウンドボールの回転を吸収する回転規制シート）は相川の考案で生まれた。
敬虔なキリスト教徒の家庭で育ち、相川自身もクリスチャンである。男4人兄弟の次男で、4歳下の弟の寿里の他に2歳上の兄と7歳下の弟がいる。
2005年に地元市川市のホームレスの自立支援をするNPO法人に100万円を寄付。選手時代からオフのクリスマスの時期になるとチャリティイベントを開催し、千葉県内の児童養護施設に寄付をし子どもたちにチャリティ品を届ける活動をしている。
子供の頃は横浜大洋ホエールズとヤクルトスワローズのファンで、屋鋪要と池山隆寛に憧れていた。

## 詳細情報

### 年度別打撃成績
| 年 度      | 球 団      | 試 合 | 打 席 | 打 数 | 得 点 | 安 打 | 二 塁 打 | 三 塁 打 | 本 塁 打 | 塁 打 | 打 点 | 盗 塁 | 盗 塁 死 | 犠 打 | 犠 飛 | 四 球 | 敬 遠 | 死 球 | 三 振 | 併 殺 打 | 打 率 | 出 塁 率 | 長 打 率 | O P S |
| ---------- | ---------- | ----- | ----- | ----- | ----- | ----- | -------- | -------- | -------- | ----- | ----- | ----- | -------- | ----- | ----- | ----- | ----- | ----- | ----- | -------- | ----- | -------- | -------- | ----- |
| 1999       | 横浜       | 8     | 8     | 8     | 1     | 2     | 0        | 0        | 0        | 2     | 0     | 0     | 0        | 0     | 0     | 0     | 0     | 0     | 1     | 0        | .250  | .250     | .250     | .500  |
| 2000       | 横浜       | 39    | 82    | 73    | 6     | 16    | 2        | 0        | 0        | 18    | 7     | 0     | 0        | 3     | 1     | 3     | 0     | 2     | 11    | 2        | .219  | .266     | .247     | .512  |
| 2001       | 横浜       | 59    | 70    | 64    | 7     | 15    | 2        | 0        | 2        | 23    | 12    | 0     | 0        | 2     | 3     | 1     | 0     | 0     | 12    | 1        | .234  | .235     | .359     | .595  |
| 2002       | 横浜       | 73    | 184   | 174   | 16    | 39    | 6        | 0        | 1        | 48    | 12    | 0     | 1        | 1     | 1     | 6     | 3     | 2     | 34    | 5        | .224  | .257     | .276     | .533  |
| 2003       | 横浜       | 70    | 182   | 165   | 16    | 41    | 8        | 1        | 5        | 66    | 14    | 1     | 1        | 5     | 1     | 10    | 5     | 1     | 50    | 1        | .248  | .294     | .400     | .694  |
| 2004       | 横浜       | 102   | 323   | 304   | 31    | 80    | 16       | 1        | 8        | 122   | 46    | 3     | 0        | 5     | 1     | 13    | 2     | 0     | 77    | 8        | .263  | .292     | .401     | .693  |
| 2005       | 横浜       | 144   | 559   | 498   | 38    | 129   | 20       | 0        | 8        | 173   | 46    | 0     | 2        | 9     | 7     | 39    | 9     | 6     | 90    | 13       | .259  | .316     | .347     | .664  |
| 2006       | 横浜       | 119   | 438   | 388   | 36    | 95    | 19       | 0        | 6        | 132   | 39    | 2     | 1        | 9     | 7     | 29    | 10    | 5     | 83    | 11       | .245  | .301     | .340     | .641  |
| 2007       | 横浜       | 123   | 450   | 391   | 37    | 118   | 12       | 1        | 2        | 138   | 33    | 0     | 1        | 16    | 1     | 40    | 13    | 2     | 51    | 6        | .302  | .369     | .353     | .722  |
| 2008       | 横浜       | 101   | 339   | 306   | 27    | 78    | 5        | 1        | 7        | 106   | 22    | 0     | 1        | 11    | 1     | 19    | 3     | 2     | 52    | 7        | .255  | .302     | .346     | .648  |
| 2009       | ヤクルト   | 122   | 446   | 413   | 26    | 102   | 21       | 1        | 5        | 140   | 43    | 2     | 2        | 6     | 3     | 23    | 3     | 1     | 69    | 14       | .247  | .286     | .339     | .625  |
| 2010       | ヤクルト   | 120   | 474   | 427   | 44    | 125   | 17       | 2        | 11       | 179   | 65    | 2     | 0        | 6     | 7     | 30    | 4     | 4     | 70    | 8        | .293  | .340     | .419     | .759  |
| 2011       | ヤクルト   | 126   | 458   | 409   | 24    | 100   | 14       | 1        | 1        | 119   | 33    | 0     | 0        | 11    | 4     | 30    | 5     | 4     | 62    | 13       | .244  | .300     | .291     | .591  |
| 2012       | ヤクルト   | 72    | 244   | 220   | 19    | 54    | 8        | 0        | 1        | 65    | 28    | 0     | 0        | 1     | 2     | 20    | 3     | 1     | 33    | 7        | .245  | .309     | .295     | .604  |
| 2013       | ヤクルト   | 66    | 239   | 219   | 23    | 61    | 13       | 0        | 6        | 92    | 30    | 1     | 1        | 4     | 2     | 14    | 1     | 0     | 42    | 2        | .279  | .319     | .420     | .739  |
| 2014       | ヤクルト   | 58    | 207   | 192   | 19    | 48    | 8        | 0        | 2        | 62    | 21    | 0     | 0        | 2     | 2     | 9     | 1     | 2     | 31    | 5        | .250  | .288     | .323     | .611  |
| 2015       | 巨人       | 40    | 114   | 99    | 11    | 31    | 3        | 2        | 4        | 50    | 17    | 1     | 0        | 2     | 1     | 12    | 0     | 0     | 16    | 1        | .313  | .384     | .505     | .889  |
| 2016       | 巨人       | 37    | 48    | 41    | 2     | 10    | 2        | 0        | 0        | 12    | 4     | 0     | 0        | 0     | 1     | 6     | 1     | 0     | 10    | 0        | .244  | .333     | .293     | .626  |
| 2017       | 巨人       | 29    | 40    | 38    | 0     | 6     | 1        | 0        | 0        | 7     | 3     | 0     | 0        | 0     | 1     | 1     | 0     | 0     | 9     | 1        | .158  | .175     | .184     | .359  |
| 通算：19年 | 通算：19年 | 1508  | 4905  | 4429  | 383   | 1150  | 177      | 10       | 69       | 1554  | 475   | 12    | 10       | 93    | 46    | 305   | 63    | 32    | 803   | 105      | .260  | .309     | .351     | .660  |

### オリンピックでの打撃成績
| 年 度 | 代 表 | 試 合 | 打 席 | 打 数 | 得 点 | 安 打 | 二 塁 打 | 三 塁 打 | 本 塁 打 | 塁 打 | 打 点 | 盗 塁 | 盗 塁 死 | 犠 打 | 犠 飛 | 四 球 | 敬 遠 | 死 球 | 三 振 | 併 殺 打 | 打 率 | 出 塁 率 | 長 打 率 |
| ----- | ----- | ----- | ----- | ----- | ----- | ----- | -------- | -------- | -------- | ----- | ----- | ----- | -------- | ----- | ----- | ----- | ----- | ----- | ----- | -------- | ----- | -------- | -------- |
| 2004  | 日本  | 3     | 0     | 0     | 0     | 0     | 0        | 0        | 0        | 0     | 0     | 0     | 0        | 0     | 0     | 0     | 0     | 0     | 0     | 0        | .---  | .---     | .---     |

### WBCでの打撃成績
| 年 度 | 代 表 | 試 合 | 打 席 | 打 数 | 得 点 | 安 打 | 二 塁 打 | 三 塁 打 | 本 塁 打 | 塁 打 | 打 点 | 盗 塁 | 盗 塁 死 | 犠 打 | 犠 飛 | 四 球 | 敬 遠 | 死 球 | 三 振 | 併 殺 打 | 打 率 | 出 塁 率 | 長 打 率 |
| ----- | ----- | ----- | ----- | ----- | ----- | ----- | -------- | -------- | -------- | ----- | ----- | ----- | -------- | ----- | ----- | ----- | ----- | ----- | ----- | -------- | ----- | -------- | -------- |
| 2006  | 日本  | 1     | 2     | 2     | 0     | 1     | 0        | 0        | 0        | 1     | 0     | 0     | 0        | 0     | 0     | 0     | 0     | 0     | 0     | 0        | .500  | .500     | .500     |
| 2013  | 日本  | 4     | 5     | 3     | 1     | 1     | 0        | 0        | 0        | 1     | 0     | 0     | 0        | 0     | 0     | 2     | 0     | 0     | 1     | 0        | .333  | .600     | .333     |

### 年度別守備成績
| 年 度 | 球 団    | 捕手  | 捕手  | 捕手  | 捕手  | 捕手  | 捕手  | 捕手     | 捕手     | 捕手     | 捕手     | 捕手     |
| 年 度 | 球 団    | 試 合 | 刺 殺 | 補 殺 | 失 策 | 併 殺 | 捕 逸 | 守 備 率 | 企 図 数 | 許 盗 塁 | 盗 塁 刺 | 阻 止 率 |
| ----- | -------- | ----- | ----- | ----- | ----- | ----- | ----- | -------- | -------- | -------- | -------- | -------- |
| 1999  | 横浜     | 6     | 10    | 0     | 0     | 0     | 0     | 1.000    | 2        | 2        | 0        | .000     |
| 2000  | 横浜     | 17    | 95    | 10    | 0     | 0     | 0     | 1.000    | 12       | 6        | 6        | .500     |
| 2001  | 横浜     | 21    | 52    | 4     | 1     | 2     | 1     | .982     | 2        | 2        | 0        | .000     |
| 2002  | 横浜     | 71    | 373   | 23    | 4     | 4     | 5     | .990     | 33       | 26       | 7        | .212     |
| 2003  | 横浜     | 63    | 352   | 26    | 2     | 6     | 1     | .995     | 35       | 19       | 16       | .457     |
| 2004  | 横浜     | 102   | 624   | 44    | 2     | 9     | 2     | .997     | 58       | 40       | 18       | .310     |
| 2005  | 横浜     | 144   | 1067  | 68    | 9     | 11    | 4     | .992     | 89       | 61       | 28       | .315     |
| 2006  | 横浜     | 116   | 825   | 71    | 5     | 13    | 4     | .994     | 81       | 57       | 24       | .296     |
| 2007  | 横浜     | 123   | 865   | 59    | 5     | 4     | 3     | .995     | 80       | 60       | 20       | .250     |
| 2008  | 横浜     | 101   | 575   | 69    | 4     | 8     | 5     | .994     | 75       | 50       | 25       | .333     |
| 2009  | ヤクルト | 122   | 747   | 80    | 3     | 9     | 2     | .996     | 75       | 45       | 30       | .400     |
| 2010  | ヤクルト | 120   | 828   | 82    | 2     | 11    | 8     | .998     | 85       | 58       | 27       | .318     |
| 2011  | ヤクルト | 125   | 851   | 67    | 8     | 9     | 2     | .991     | 63       | 42       | 21       | .333     |
| 2012  | ヤクルト | 68    | 394   | 43    | 5     | 5     | 1     | .989     | 38       | 23       | 15       | .395     |
| 2013  | ヤクルト | 60    | 390   | 35    | 1     | 3     | 0     | .998     | 35       | 24       | 11       | .314     |
| 2014  | ヤクルト | 50    | 295   | 25    | 1     | 1     | 4     | .997     | 37       | 32       | 5        | .135     |
| 2015  | 巨人     | 37    | 205   | 18    | 2     | 0     | 2     | .991     | 24       | 19       | 5        | .208     |
| 2016  | 巨人     | 15    | 49    | 3     | 0     | 0     | 1     | 1.000    | 6        | 4        | 2        | .333     |
| 2017  | 巨人     | 19    | 44    | 4     | 0     | 2     | 0     | 1.000    | 4        | 3        | 1        | .250     |
| 通算  | 通算     | 1377  | 8641  | 731   | 54    | 97    | 45    | .994     | 834      | 573      | 261      | .313     |

- 太字は各年度のリーグ最高

### 表彰
- 「ジョージア魂」賞：1回（2010年度第5回）
- 県知事賞（2004年） - 千葉県より
- 市民栄誉賞（2004年） - 千葉県市川市より

アテネオリンピック野球日本代表メンバーとしての銅メダル獲得を称えて

### 記録
初記録
- 初出場：1999年8月21日、対ヤクルトスワローズ19回戦（明治神宮野球場）、7回裏に捕手で出場[100]
- 初打席：同上、9回表に高津臣吾から遊撃ゴロ[100]
- 初安打：1999年9月3日、対阪神タイガース23回戦（横浜スタジアム）、8回裏に五十嵐英樹の代打で出場、清原雄一から一塁内野安打[101]
- 初先発出場：1999年10月14日、対ヤクルトスワローズ26回戦（明治神宮野球場）、7番・捕手で先発出場[102]
- 初打点：2000年8月20日、対阪神タイガース21回戦（横浜スタジアム）、1回裏に湯舟敏郎から三塁ゴロの間に記録[103]
- 初本塁打：2001年5月3日、対ヤクルトスワローズ5回戦（明治神宮野球場）、7回表に井上純の代打で出場、石井弘寿から左越3ラン[104]
- 初盗塁：2003年9月19日、対中日ドラゴンズ23回戦（横浜スタジアム）、4回裏に二盗（投手：野口茂樹、捕手：谷繁元信）[105]

節目の記録
- 1000試合出場：2010年6月2日、対福岡ソフトバンクホークス4回戦（福岡Yahoo! JAPANドーム）、7番・捕手で先発出場 ※史上435人目
- 1000安打：2013年5月28日、対オリックス・バファローズ1回戦（明治神宮野球場）、9回裏に平野佳寿から右前安打 ※史上272人目
- 1500試合出場：2017年8月4日、対中日ドラゴンズ16回戦（東京ドーム）、10回表に小林誠司に代わり捕手で出場 ※史上190人目

その他の記録
- 1イニング2三振：2005年4月3日、対中日ドラゴンズ3回戦（ナゴヤドーム）、5回表に記録[107]
- 全球団から本塁打：2013年6月5日、対東北楽天ゴールデンイーグルス3回戦（明治神宮野球場）、6回裏に青山浩二から左越2ラン ※史上27人目
- オールスターゲーム出場：5回（2007年、2009年 - 2012年）

### 背番号
- 59（1995年 - 2003年）
- (25) ※2001年オフに背番号変更が公式発表されたが、本人から「1桁の番号以外なら、変更は辞退させてほしい」との申し出により取り消された。
- 8（2004年 - 2008年）
- 2（2009年 - 2014年）
- 23（2015年 - 2017年）
- 79（2019年 - 2021年）
- 80（2022年 - ）

### 登場曲
- 「You Can Do It」Ice Cube（横浜時代）
- 「Oh Yeah」ZEEBRA/タイプライター（横浜時代）
- 「Get Up」50 Cent（ヤクルト時代）
- 「KATTOBASE」UZI（ヤクルト時代）
- 「宙船（そらふね）」TOKIO（2015年 - 同年終了）
- 「ごきげんだぜっ! 〜Nothing But Something〜」DA PUMP（2016年‐2017年6月）
- 「Sky High」Jigsaw（2016年）
- 「もう1ミリ（feat. 般若）」AK-69（2017年7月 - 10月）

### 代表歴
- 2004年アテネオリンピックの野球競技・日本代表
- 2006 ワールド・ベースボール・クラシック日本代表
- 2013 ワールド・ベースボール・クラシック日本代表

## 関連情報

### 出演番組
- スポーツマンNo.1決定戦（2005年・2006年、TBS）- 2005年は総合8位入賞